# Statilia maculata continentalis
Statilia maculata continentalis es una subespecie de mantis de la familia Mantidae.

## Distribución geográfica
Se encuentra en la India.